# Gunnar Seijbold
Carl Gunnar Seijbold, född 25 januari 1955 i Stockholm, död 25 april 2020 i Hedvig Eleonora distrikt i Stockholm, var en svensk frilansande pressfotograf och musiker. Under sitt yrkesverksamma liv jobbade han för flera tidningar,  bland annat Expressen och Aftonbladet, och även för nyhetsbyråer samt Sveriges regering.

## Biografi
Seijbold var ursprungligen från Stockholm. Hans far Olle Seijbold var också fotograf, och fotograferade bland annat vid Baltutlämningen efter andra världskriget.
Under sitt yrkesverksamma liv var Seijbold frilansande fotograf vid flera av de största svenska tidningarna, bland annat Expressen, Dagens Nyheter och Aftonbladet. Under en period var han även fotograf åt Sveriges regering, och medverkade som sådan bland annat vid Fredrik Reinfeldts möte med Barack Obama i Vita huset 2009. Han fick uppdraget att vara vad som kallades "officiell EU-fotograf" under Sveriges ordförandeskap i Europeiska unionens råd 2009. I den rollen var han emellanåt ensam fotograf, och därmed ansvarig för att leverera bilder till all media. Han var även med och planerade möten tillsammans med andra ansvariga för ordförandeskapet, så att mötena anpassades väl för andra fotografer.
Seijbold var med och grundade bildbyrån Svenska bild tillsammans med Andreas Hassellöf, Gustav Mårtensson och Lars G. Öhlund. Han var under en period även dess verkställande direktör.
Utöver sin profession som fotograf var Seijbold även musiker. Han medverkade som basist på Eddie Meduzas album För Jaevle Braa!
Seijbold avled i covid-19 i april 2020.